# Іглінський район
Іглі́нський район (рос. Иглинский район, башк. Иглин районы) — адміністративна одиниця Республіки Башкортостан Російської Федерації.
Адміністративний центр — село Ігліно.

## Населення
Населення району становить 65063 особи (2019, 49675 у 2010, 45392 у 2002).

## Адміністративно-територіальний поділ
На території району 19 сільських поселень, які називаються сільськими радами:
| Поселення                      | Площа, км² | Населення, осіб (2002) | Населення, осіб (2010) | Населення, осіб (2019) | Центр          | Населені пункти |
| ------------------------------ | ---------- | ---------------------- | ---------------------- | ---------------------- | -------------- | --------------- |
| Акбердінська сільська рада     | 115,8      | 1515                   | 1770                   | 3470                   | Акбердіно      | 7               |
| Ауструмська сільська рада      | 118,2      | 1157                   | 1083                   | 1081                   | Ауструм        | 10              |
| Балтійська сільська рада       | 100,4      | 1484                   | 1477                   | 1550                   | Балтика        | 5               |
| Івано-Казанська сільська рада  | 114,3      | 732                    | 766                    | 822                    | Івано-Казанка  | 8               |
| Іглінська сільська рада        | 70,3       | 14421                  | 17366                  | 30769                  | Ігліно         | 5               |
| Калтимановська сільська рада   | 158,4      | 2241                   | 2332                   | 2891                   | Калтиманово    | 12              |
| Кальтовська сільська рада      | 217,5      | 1440                   | 1354                   | 1224                   | Кальтовка      | 13              |
| Красновосходська сільська рада | 289,1      | 2496                   | 2480                   | 2177                   | Красний Восход | 14              |
| Кудеєвська сільська рада       | 18,0       | 2867                   | 3091                   | 2895                   | Кудеєвський    | 1               |
| Лемезинська сільська рада      | 176,4      | 1123                   | 1143                   | 1104                   | Нижні Лемези   | 6               |
| Майська сільська рада          | 210,3      | 581                    | 545                    | 443                    | Майський       | 6               |
| Надеждинська сільська рада     | 78,3       | 623                    | 598                    | 517                    | П'ятилітка     | 7               |
| Охлебінінська сільська рада    | 56,5       | 1195                   | 1092                   | 1101                   | Охлебініно     | 2               |
| Тавтімановська сільська рада   | 164,4      | 2725                   | 2830                   | 2988                   | Тавтіманово    | 9               |
| Турбаслинська сільська рада    | 73,4       | 730                    | 768                    | 819                    | Турбасли       | 4               |
| Уктеєвська сільська рада       | 145,6      | 1633                   | 1634                   | 1743                   | Мінзітарово    | 5               |
| Улу-Теляцька сільська рада     | 187,3      | 3504                   | 3616                   | 3368                   | Улу-Теляк      | 8               |
| Урманська сільська рада        | 60,1       | 2504                   | 2877                   | 2628                   | Урман          | 1               |
| Чуваш-Кубовська сільська рада  | 101,5      | 2421                   | 2853                   | 3473                   | Чуваш-Кубово   | 5               |

## Найбільші населені пункти
| №  | Населений пункт | Населення, осіб (2002) | Населення, осіб (2010) |
| -- | --------------- | ---------------------- | ---------------------- |
| 1  | Ігліно          | 13 931                 | 16 811                 |
| 2  | Улу-Теляк       | 3 281                  | 3 408                  |
| 3  | Кудеєвський     | 2 867                  | 3 091                  |
| 4  | Урман           | 2 504                  | 2 877                  |
| 5  | Тавтіманово     | 2 094                  | 2 219                  |
| 6  | Чуваш-Кубово    | 1 464                  | 1 602                  |
| 7  | Акбердіно       | 778                    | 1 009                  |
| 8  | Охлебініно      | 1 024                  | 924                    |
| 9  | Казаяк          | 712                    | 878                    |
| 10 | Красний Восход  | 911                    | 842                    |